# Eurídice II de Macedonia

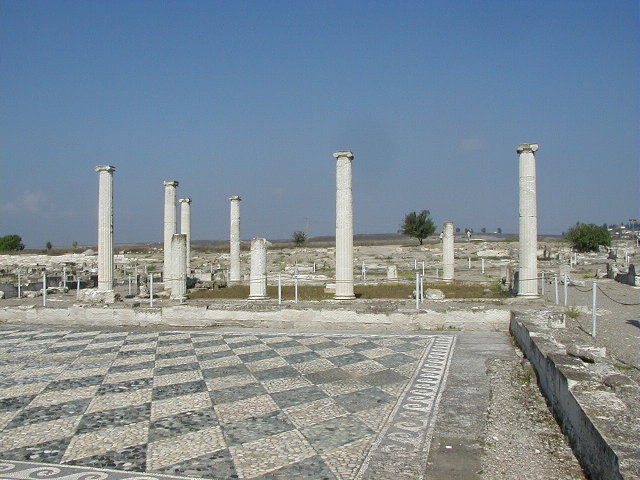
Ruinas del atrium de la casa Pella (Macedonia).

Eurídice II de Macedonia (en griego: Ευρυδίκη Eurydíke) (muerta en 317 a. C.) era hija de Amintas IV de Macedonia y Cinane. Fue una persona importante en el período inmediatamente posterior a la muerte de Alejandro Magno y las Guerras de los diádocos.

## Biografía

### Primeros años
El nombre de nacimiento de Eurídice parece haber sido Adea; las fuentes callan sobre cuándo se cambió a Eurídice. Fue criada por su madre, Cinane, y parece haber sido entrenada en ejercicios masculinos y marciales.
Acompañó a su madre en su peligrosa expedición a Asia, y cuando Cinane fue condenada a muerte por Alcetas, el descontento expresado por las tropas, y el respeto que tenían por Eurídice, como miembro superviviente de la casa real, indujeron al regente Pérdicas, no sólo a perdonarle la vida, sino a darle en matrimonio al rey Filipo Arrideo, hermanastro de Alejandro Magno y su sucesor en el trono de Macedonia. Las fuentes insinúan que fue un matrimonio desigual, porque el rey era deficiente mental. Además, aunque era rey de Macedonia, eso no le hacía sucesor imperial de Alejandro, que había ganado su imperio por derecho de conquista, y la porción asiática no formaba parte del pueblo macedonio.

### Reina de Macedonia
Las fuentes callan de nuevo sobre Eurídice mientras vivió Pérdicas, pero tras la muerte de éste en 321 a. C., ella pujó por el poder. Exigió a los nuevos regentes de Macedonia, Pitón y Arrideo que le garantizaran compartir la regencia. Los lazos de Eurídice con el ejército, y su condición de esposa real, le ganaron influencia, y consiguió convertirse en una especie de regente de facto. Así pudo tener una parte activa en la elaboración del Pacto de Triparadiso de 321 a. C..
Sin embargo, es entonces cuando surge un nuevo adversario. El general de Alejandro, Antípatro vuelve a la corte y reclama la regencia vacante. En un intento de evitarlo, y de retener el mando del ejército, Eurídice habló públicamente en una asamblea de soldados, que se quejaba de la incapacidad de Antípatro para pagarles, pero fracasó, y la asamblea decidió a favor del general, que fue nombrado regente y tutor del rey.
Eurídice quedó de nuevo relativamente impotente, y acompañó a su marido y a Antípatro a Macedonia. Pero la muerte de Antípatro en 319 a. C., y el débil carácter de su sucesor, Poliperconte, fracasado en sus empresas en Grecia, y, sobre todo, la favorable disposición que el mismo mantenía con Olimpia, la determinó a tomar parte activa, de nuevo. Así, concluyó una alianza con Casandro, que estaba ocupado con los asuntos de Grecia, y ella misma juntó un ejército, que condujo personalmente. Poliperconte avanzó contra ella en Epiro, acompañado por el rey Eácides I de Epiro, y Olimpia, así como por Roxana y su hijo recién nacido. Pero la presencia de Olimpia fue suficiente para decidir el encuentro: las tropas macedonias rehusaron combatir contra la madre de Alejandro. Eurídice huyó, pero fue capturada y hecha prisionera.

### Prisionera de guerra y ejecutada
Primero fue confinada, junto con su marido, en un estrecho calabozo, y escasamente provista de alimento, pero pronto Olimpia, alarmada por la compasión que suscitaba entre los macedonios, decidió deshacerse de su rival, enviando a la joven reina una espada, una cuerda y una copa de cicuta, para que eligiese su muerte. El espíritu de Eurídice se mantuvo firme hasta el final; todavía desafió a Olimpia y rezó para que pronto pudiera ser correspondida con regalos parecidos; luego, habiendo pagado como pudo las últimas deudas de su marido, puso fin a su vida, ahorcándose, sin lágrimas ni lamentaciones. Su cuerpo fue retirado posteriormente por Casandro, y enterrado, junto con el de su marido, con pompa real en Egas.